# Слободан Станивук
Слободан Станивук (Београд, 14. септембар 1935 — Београд, 3. септембар 2015) био је српски сликар и професор филозофије.

## Биографија
У Београду је завршио основну школу и Прву мушку реалну гимназију. Сликарски таленат је уобличавао код сликара и ликовног педагога Сергеја Јовановића, у ликовном студију на Кошутњаку.
После прекида студија сликарства на Академији ликовних уметности у Београду, дипломирао филозофију на Филозофском факултету у Београду, 1959. године. Постдипломске студије естетике од 1959. до 1961. године.
Све до пензионисања 1997. године, био професор филозофије у Једанаестој београдској гимназији (садашња Осма београдска гимназија).
Био је члан УЛУС-а.

## Изложбе
Самосталне изложбе:
- Београд, 1976. год.
- Београд, 1993. год.
- Београд, 1999. год.
- Лонг Бич, Калифорнија, САД, 2001. год.[3]

Колективне изложбе:
- Колаж у Београдској уметности, Београд, 1980. год.
- Београд-инспирација Уметника, Београд, 1979., 1983. и 1984. год.
- Мајска изложба ликовних Уметника Новог Београда, Београд, 1982. год.
- XXIII Октобарски салон, Београд 1982. год.
- Изложба југословенских портрета, Тузла, 1983. год.
- VIII тријенале савременог југословенског цртежа, Сомбор, 1984. год.
- IV Интернационално Тријенале цртежа, Вроцлав, Пољска, 1988. год
- Слобода и стваралаштво, Београд, 1989. год.
- АСПЕКТА 91, Београд, 1991. год.
- Бијенале савременог југословенског цртежа, Сомбор, 1994. год.
- XVI Изложба цртежа, Београд, 1994. год.
- Магија цртежа, Модерна галерија, Ваљево, 2022. год. (постхумно)[4]